# Манук Абегјан
Манук Хачатури Абегјан (Бабак, 17. март 1865 — Јереван, 26. септембар 1944) био је јерменски филолог, књижевник, фолклориста, лексикограф и лингвиста. Аутор је бројних научних радова, укључујући опсежну двотомну историју старе јерменске књижевности под насловом Hayots’ hin grakanut’yan patmut’yun (1944–1946) и том о јерменском фолклору, чија се немачка верзија зове Der armenische Volksglaube. Много је радио на компилацији и проучавању јерменског националног епа Daredevils of Sassoun. Остао је упамћен и као главни дизајнер реформисане јерменске ортографије која се до данас користи у Јерменији. Био је један од првих професора Јереванског државног универзитета и један од оснивача Јерменске националне академије наука. Институт за књижевност Националне академије наука Јерменије назван је у његову част.

## Рани живот
Манук Абегјан је рођен 17. марта 1865. године у селу Тазаканд (данашњи Бабак, Азербејџан ) у тадашњој Руској империји.  Према Храчиа Ачаријану, Абегјаново првобитно презиме било је Агхбегхијан, које је касније променио у Абегјан који више звучи јерменски.  Отприлике пола године похађао је новоосновану локалну школу, одмах показавши велики таленат као ученик. Године 1876, млади Абегјан је послат да студира у Геворгијанску Богословију у Ечмиадзину. Богословију је завршио 1885. године са највишим одликама.

## Рана каријера и образовање
Године 1887. Абегјан је постављен за наставника јерменског језика и књижевности у јерменској епархијској школи у Шушију, где је радио две године. Док је био у Шуши, формирао је књижевни кружок са неколико наставника у епархијској школи. 1888. представио је јавности своју нову компилацију јерменског епа Daredevils of Sassoun. Исте године је објавио збирку песама под називом Nmushner (Узорци), која је наишла на лош пријем и након чега је Абегјан одлучио да напусти писање поезије. Године 1889. објавио је своју компилацију јерменског националног епа под насловом Davit’ yev Mher (Давид и Мхер), коју је саставио 1886. у Геворгијској Богословији на основу причања домара Богословије, који је био из Моксоена у Османској Јерменији. Абегјаново дело је наишло на добар пријем од стране научника и представљало је другу компилацију Даредевилс оф Сасоун откако га је Гарегин Срвандзтиантс први пут снимио, додатно утврдивши чињеницу да то није била само локална или регионална традиција Јермена из Тарона, већ прави јерменски национални еп. Такође 1889. објавио је своју прву научну студију у месечнику Murch (Чекић), на тему јерменског националног епа.
Абегјан је тада позван у Тбилису да ради као наставник јерменског језика и књижевности на Академији за девојке. Након пресељења, Абегјан је често писао за јерменске новине Nor-dar (Нови век), понекад користећи псеудониме. Његови чланци су укључивали приказе књига и драма и бавили се савременим питањима јерменског језика, књижевности и позоришта. У периоду 1891–1892, Абегјан је био главни уредник и издавач Nor-dar, блиско сарађујући са писцима Нар-Досом и Муратсаном. Године 1889. изабран је за шефа Тифлиске комисије за издавање јерменских књига. Отприлике у то време, превео је на јерменски низ дела европских и руских аутора, међу којима се издваја Тарас Буљба Николаја Гогоља.
Абегјан је желео да настави свој рад на јерменском фолклору и књижевности користећи најнапредније научне методе тог времена, и у ту сврху настојао је да стекне високо образовање на једном европском универзитету. Године 1893, уз финансијску подршку нафтног магната Александра Манташева, одлази у Немачку да настави студије. Два семестра је провео на Универзитету у Јени, три на Универзитету у Лајпцигу и три на Универзитету у Берлину. На немачким универзитетима студирао је филологију, историју, језик и књижевност. Године 1895, Абегјан је напустио немачки језик и отишао у Париз и похађао курсеве Филолошког факултета Универзитета Сорбона као ревизор, фокусирајући се углавном на књижевност и теорију књижевности.
Године 1898, Абегјан је успешно одбранио своју докторску дисертацију под насловом „ Der armenische Volksglaube (јерменско народно веровање) на Универзитету у Јени, испитао класициста и арменолог Хајнрих Гелцер. Његова дисертација је објављена под истим насловом 1899. године.

## Каријера
Абегјан се вратио у Тифлис 1898. и одмах је био позван да предаје у Геворгијанској богословији, што је и прихватио. Године 1898. завршио је обимно дело Hay zhoghovurdi ar’aspelnerë Movses Khorenats’u Hayots’ Patmut’yan mej (Легенде о јерменском народу у Историји Јерменије Мовсеса Хоренација), које је било уперено против аргумената које је изнео Григор Калатиантс о Мовсесу Хоренатској историји Јерменије. Абегјан је почео да сарађује са Комитасом на компилацији јерменских песама и објавио две збирке од по педесет песама; други скуп од педесет песама остао је необјављен.
Почевши од 1906. године, Абегјан је почео да објављује серију чланака под насловом „ Hay zhoghovrdakan vepë “ (јерменски народни еп) у часопису Azgagrakan handes (Етнографски часопис), настављајући проучавање епа Даредевиллс из Сасуна на основу петнаест верзија истог. Године 1906, Абегјан је завршио своју утицајну граматику модерног јерменског под називом Ashkharhabari k’erakanut’yun. Године 1907. написао је граматику класичног јерменског, која је касније послужила као основа за његов дводелни уџбеник класичног јерменског, објављен у Тифлису 1915–1916. Абегјанови јерменски уџбеници били су широко коришћени у јерменским школама тог времена. Године 1913. у Тифлису је објављено критичко издање Хоренацијеве Историје Јерменије, коју су Абегјан и Сет Харутјуњан припремали од 1901. године. У јуну 1914, Абегјан је дао оставку на своје положаје у Геворгијској богословији и поново се преселио у Тифлис. Постао је наставник класичне јерменске и старе јерменске књижевности у Нерсисијанској школи. Држао је јавна предавања о старој јерменској књижевности, фолклору и епици. Предавао је и у новооснованој Јерменској државној гимназији 1917. године.
Године 1918. у Тифлису су почеле припреме за оснивање универзитета у Јеревану за нову независну Републику Јерменију. Абегјан је именован за члана организационог одбора, а следеће године је позван у Јереван да предаје на новоотвореном универзитету. 1. августа 1919. године именован је за професора и декана Историјског факултета Универзитета у Јеревану. На захтев Савеза јерменских правника и Тифлиса, Абегјан, Степан Малхасјанц и група правника припремили су руско-јерменски правни речник, први такве врсте, који је објављен 1919. године. Годину дана касније, Абегхиан је позван да ради у Министарству правде Јерменије на даљем развоју јерменског правног језика. У јуну 1920. Абегјан је преузео место шефа курсева за обуку војних официра. Након тога, Абегјан и група војних стручњака добили су задатак од стране јерменског министарства одбране да развију војну терминологију на јерменском. Абегјан је наставио овај посао након што је Јерменија постала совјетска република, састављајући руско-јерменски и јерменско-руски речник војних термина и надгледајући уређивање војних књига и записа.

### Реформа правописа
Абегјан је био водећа личност у реформи јерменског правописа која је спроведена у Совјетској Јерменији. Абегјан се раније залагао за реформу правописа, држећи предавање о њеној неопходности у Ечмијадзину 1913. Циљ реформе правописа био је да се јерменски правопис доведе у ред са изговором савременог језика. Министарство просвете совјетске Јерменије је добило задатак да развије нови јерменски правопис. Своје предлоге је изнео на јавном предавању у Јеревану 1921. године, предлажући да се реформа правописа спроводи постепено током неколико деценија. Уместо тога, одмах је спроведена реформа јерменског правописа, што је изазвало критике дела јерменске интелигенције како у Јерменији тако и у дијаспори. Абегјан је у две књиге бранио нови правопис од његових критичара. Године 1940. спроведена је последња рунда реформе правописа на основу Абегјанових предлога из 1921. године, успостављајући правопис који се у Јерменији користи до данас.

### Каријера у Совјетској Јерменији
Године 1921. Абегјан је изабран за члана Јерменског комитета за помоћ, чији је циљ био побољшање хуманитарне ситуације у Јерменији. Абегјан је наставио своју наставну делатност на Јереванском универзитету, предавајући јерменски фолклор, стару јерменску књижевност и јерменски језик. Ванредни професор постао је 1921, а редовни професор 1926. године. 1923–1925 био је декан историјског и књижевног факултета Универзитета. Године 1925. основана је прва истраживачка институција Совјетске Јерменије, Институт науке и уметности. Абегјан је изабран за њеног потпредседника. На овим управним и наставним функцијама наставио је истраживачку делатност. Године 1931. објавио је нову верзију књиге Hayots’ lezvi tesut’yun (Теорија јерменског језика) и монографију Hin gusanakan zhoghovrdakan yerger (Старе бардске народне песме). Биран је за члана Централног извршног комитета Јерменије 1925, 1927. и 1929. године и биран је у Централни извршни комитет Закавкаске СФСР 1929. године, а пре тога, 1927. године, за члана Градског већа Јеревана. 1930. изненада је разрешен дужности председника Института за науку и уметност. Потом је постао члан президијума Института за историју и књижевност. Године 1932. изабран је за председника комисије за исправку и стварање назива места Јерменске ССР, која је имала задатак да замени нејерменске називе места у републици и прилагоди друге. Године 1935. добио је звање заслужног научника Јерменске ССР и добио је звање доктора друштвених наука.
Током 1931. године, због болести ока, Абегјан се повукао са свог професорског места на универзитету у Јеревану, али је наставио са истраживањем. За то време фокусирао се на завршетак и штампање својих недовршених дела. Године 1933. објавио је студију Hayots’ lezvi taghach’ap’ut’yun (Метрика јерменског језика). Посебно се усредсредио на јерменски национални еп, пристајући да заједно са Карапетом Мелик-Оханџањаном уреди критичко издање Даредевилс оф Сасоун. Ово издање је објављено 1936. године. Он је 22. августа 1939. на јубиларној седници јерменског огранка Академије наука СССР посвећеној „Давиту из Сасуна“ прочитао извештај, који је у целини био посвећен испитивању историје писања, објављивања и проучавања романа из јерменске филологије. Абегјанов извештај је објављен на јерменском и руском језику под насловом „Библиографија јерменског народног епа Давид од Сасуна “.

## Последње године и смрт
Абегјаново здравље се поново погоршало у позним годинама. Одбио је неколико понуда да се врати предавању на универзитету. Своје напоре посветио је организовању велике збирке јерменског фолклора и песама, коју је предузео пре четрдесет година са Комитасом и оставио напола завршену. Године 1940. објавио је велику збирку јерменских народних песама под називом khaghik с и збирку средњовековних градских лирских песама. У пролеће 1940. године, упркос лошем здравственом стању, почео је да ради на критичком издању Кориуновог Маштоцовог живота поводом 1500 година од смрти Месропа Маштоца, проналазача јерменског писма. Издање је објављено 1941. године са Абегјановим преводом на савремени јерменски, предговором и белешкама. Једно од последњих Абегјанових великих дела било је Hayots’ hin grakanut’yan patmut’yun (Историја древне јерменске књижевности), које је покривало јерменски фолклор и књижевност од његовог настанка до 10. века. Након што је завршио први том, прешао је на рад на другом тому који покрива период до 14. века. Ово је објављено 1946. године након његове смрти. Абегјан је умро 26. септембра 1944. у Јеревану. Сахрањен је на гробљу Токхмакх у Јеревану.

## Породица
Абегјан је имао два сина: Мхера Абегјана, који је био сликар, и Сурена Абегјана, који је био глумац и драматург. Абегјанов нећак, Арташес Абегјан, такође је био филолог.

## Даља литература
- Sargsian, Khoren (1946). „Manuk Abeghyaně ev hay hin grakanutʻyuně” Մանուկ Աբեղյանը և հայ հին գրականությունը [Manuk Abeghyan and old Armenian literature]. Grakan Banasirakan Hetakhuzumner. 1: 23—110.